# NGC 5440
NGC 5440 је спирална галаксија у сазвежђу Ловачки пси која се налази на NGC листи објеката дубоког неба.
Деклинација објекта је + 34° 45' 24" а ректасцензија 14h 3m 0,6s. Привидна величина (магнитуда) објекта NGC 5440 износи 12,3 а фотографска магнитуда 13,2. NGC 5440 је још познат и под ознакама UGC 8963, MCG 6-31-52, CGCG 191-40, PGC 50042.